# Rhynchentedon
Rhynchentedon is een geslacht van vliesvleugeligen uit de familie Eulophidae. De wetenschappelijke naam van dit geslacht is voor het eerst geldig gepubliceerd in 1919 door Girault.

## Soorten
Het geslacht Rhynchentedon omvat de volgende soorten:
- Rhynchentedon achterbergi Gumovsky, 2001
- Rhynchentedon maximus Girault, 1919
- Rhynchentedon narendrani Gumovsky, 2004